# تشارلز هال
تشارلز هال (بالإنجليزية: Charles Hall)‏ (و. 1740 – 1825 م) هو عالم اقتصاد، من المملكة المتحدة، توفي عن عمر يناهز 85 عاماً.

## التعليم
تعلم في جامعة ليدن.